# Долмабахче
Долмабахче (на турски: Dolmabahçe Sarayı), разположен в район Бешикташ в Истанбул, Турция, на европейския бряг на пролива Босфор, служи като главен административен център на Османската империя от 1856 до 1887 г. и от 1909 до 1922 г. (дворецът Йълдъз е използван през междинния период).

## История
Дворецът Долмабахче е поръчан от 31-ия султан на империята Абдул Меджид I и е построен между 1843 и 1856 г. Преди това султанът и семейството му са живели в двореца Топкапъ, но тъй като на средновековния Топкапъ му липсва съвременен стил, лукс и комфорт, в сравнение с дворците на европейските монарси, Абдул Меджид решава да построи нов модерен дворец близо до мястото на бившия дворец Бешикташ Сахил, който е разрушен. Хаджъ Саид ага е отговорен за строителните работи, докато проектът е реализиран от архитектите Гарабет Балян, неговия син Нигохос Балян и Eванис Калфа (членове на арменското семейство Балян на османски придворни архитекти).
Строителството струва пет милиона османски златни лири, или 35 тона злато, което се равнява на около 1,9 милиарда долара в днешни стойности (2021). Тази сума съответства на приблизително една четвърт от годишните данъчни приходи. Всъщност строителството е финансирано чрез обезценяване, чрез масово емитиране на книжни пари, както и чрез външни заеми. Огромните разходи поставят огромна тежест върху държавната хазна и допринасят за влошаващото се финансово състояние на Османската империя, която в крайна сметка изпада в неизпълнение на публичния си дълг през октомври 1875 г., с последващото установяване през 1881 г. на финансов контрол върху „болния човек на Европа“ от европейските сили.
Дворецът е бил дом на шестима султани от 1856 г., когато е обитаван за първи път, до премахването на халифата през 1924 г.; Последният кралски представител, живял тук, е халифът Абдулмеджид Ефенди. Закон, който влиза в сила на 3 март 1924 г., прехвърля собствеността върху двореца към националното наследство на новата турска република. Мустафа Кемал Ататюрк, основателят и първи президент на Република Турция, използва двореца като президентска резиденция през лятото и създава някои от най-важните си творби тук. В този дворец Ататюрк прекарва последните дни от лечението си, където умира на 10 ноември 1938 г.
Днес дворецът се управлява от Milli Saraylar Daire Başkanlığı (Дирекция на националните дворци), отговорна пред Великото национално събрание на Турция.

## Разположение
Мястото на Долмабахче първоначално е било залив на Босфора, който е бил използван за закотвяне на османската флота. Районът е възстановен постепенно през 18 век, за да се превърне в императорска градина, много ценена от османските султани; именно от тази градина идва името Долмабахче (Запълнена градина) идва от турските dolma, което означава „пълен“ и bahçe, което означава „градина“. През 18-ти и 19-ти век тук са построени различни малки летни дворци и дървени павилиони, които в крайна сметка формират дворцов комплекс, наречен Beşiktaş Waterfront Palace. Площта от 110 000 m2 е ограничена от Босфора от източната страна, докато стръмна пропаст го ограничава от западната страна, така че след построяването на новия 45 000 m2 моноблок двореца Долмабахче е останал относително ограничено пространство за градински комплекс, които обикновено обграждат такъв дворец.

## Дизайн и оформление
Долмабахче е най-големият дворец в Турция. Той има площ от 45 000 m2 и съдържа 285 стаи, 46 зали, 6 бани (хамам) и 68 тоалетни.
Дизайнът съдържа еклектични елементи от стиловете барок, рококо и неокласика, смесени с традиционната османска архитектура, за да се създаде нов синтез. Оформлението и декорът на двореца отразяват нарастващото влияние на европейските стилове и стандарти върху османската култура и изкуство през периода на Танзимата. Екстериорът, по-специално изгледът от Босфора, показва класическа европейска двукрила подредба, която е разделена от голям преден корпус с два странични предни корпуса.
Функционално, от друга страна, дворецът запазва елементи от традиционния османски дворцов живот, както и характеристики на традиционните турски домове. Той е строго разделен структурно в южно крило (Mabeyn-i Hümâyûn, или Selamlık, районите, запазени за мъжете), което съдържа обществените представителни стаи, и северно крило (Harem-i Hümâyûn, харемът), служещо като частнна жилищна зона за султана и семейството му. Двете функционални зони са разделени от голямата Церемониална зала (Muayede Salonu) с площ от 2000 m2 и купол с височина 36 m. Тъй като харемът е трябвало да бъде напълно изолиран от външния свят, главният вход за посетителите е разположен от тясната южна страна. Там представителните зали са устроени за приеми на посетители и чуждестранни дипломати. Зоната на харема включва осем свързани помежду си апартамента за съпругите на султана, за неговите фаворити и наложници и за майка му, всеки със собствена баня.

## Декор и оборудване
Докато дворецът Топкапъ има изящни образци на изникски плочки и османска резба, дворецът Долмабахче е богато украсен със злато и кристал. Четиринадесет тона злато са използвани за позлатяване на таваните. За украсата на двореца са използвани над 100 кг злато, което грубо се превежда на 6 милиона щатски долара.
Най-големият бохемски кристален полилей в света е в Тържествената зала. Първоначално се смята, че полилеят е подарък от кралица Виктория; през 2006 г. обаче е открита разписка, показваща, че е платена изцяло от султана. Има 750 лампи и тежи 4,5 тона.
Долмабахче притежава най-голямата колекция от кристални полилеи Бохемиан и Бакарат в света. Известното кристално стълбище има формата на двойна подкова и е изградено от кристал Бакара, месинг и махагон.
За украсата са използвани скъпи камъни като мрамор от Мармара (проконезийски), египетски алабастър (калцит, известен още като оникс-мрамор) и порфир от Пергамон.
Дворецът включва голям брой дворцови килими Hereke, произведени от Hereke Imperial Factory. Килимът Hereke, представен в главната зала, се оказва най-големият килим Hereke в света. Представени са и 150-годишни килими от меча кожа, първоначално представени на султана като подарък от цар Николай I.
В двореца е изложена колекция от 202 маслени платна. Акцент в колекцията са 23 картини на Иван Айвазовски, които той създава като придворен художник по време на престоя си в Истанбул. Колекцията включва и картини на Гюстав Буланже, Жан-Леон Жером, Йожен Фроментен, Станислав Хлебовски, Феликс Зим, Карл Йозеф Кувасег, Фаусто Зонаро, Тео ван Риселберг и Александър Шандор Свобода. В този музей на изкуството има и картини на турски художници като Осман Хамди Бей, Халил Паша и Осман Нури Паша.
От самото начало оборудването на двореца отговаря на най-високите технически стандарти. Газовото осветление и тоалетните са внесени от Великобритания, докато дворците в континентална Европа по това време все още нямат тези характеристики. По-късно са монтирани ток, парно и асансьор.

## Стаи

### Входна зала
Посещението на двореца Долмабахче започва в зала Medhal. Стаите, водещи от Medhal, са към морето и сушата. Стаите с изглед към морето са използвани от водещите османски служители, великия везир и другите държавни министри, докато стаите с изглед към сушата са използвани от различни администратори на двореца и държавата, като маршала на двореца, шейхулисляма и членове на Камарата на представителите (Meclis-i Mebusan) и Сената (Meclis-i Ayan).
Гостите първо чакат в тази зала и след това са въведени вътре в точното време от офицер от дворцовия протокол. При влизане в Medhal човек вижда маси Boulle от двете страни на стаята, които носят монограма на султан Абдул Меджид отгоре. Върху камината е и монограма на султана. Английският полилей, висящ в средата на тази стая, има шестдесет рамена. Дамаските Hereke използвани като тапицерия за мебелите и като драперии са в кралския нюанс на червеното.

### Стаи на секретариата
Втората стая след Медхал вдясно е Залата на писаря, наричана още Стаята с плочки. Най-голямата картина в колекцията на двореца, изображение на Surre Procession от Стефано Уси, виси на лявата стена на тази зала. Surre се използва за обозначаване на керваните, които пътуват от Истанбул до Мека през религиозния месец Реджеп, носейки паричната помощ, използвана за поддържане и украса на Кааба и за предоставяне на финансова помощ на местното население на Хиджаз.
На стената вдясно има картина, подписана от Рудолф Ернст, изобразяваща пожара в Парижкия общински театър и друга картина на холандско селско момиче от Деландре. Декорирана с мебели във френски стил, тази стая съдържа и много ценни порцеланови вази.

### Стая на Ататюрк
Мустафа Кемал Ататюрк прекарва последните дни от живота си в двореца, тъй като здравето му се влошава. Той умира в 9:05 сутринта. на 10 ноември 1938 г. в спалня, разположена в бившия харем на двореца. Всички часовници в двореца са спрени и настроени на 9:05 след смъртта му. Часовниците извън стаята му сега са настроени на действителното време в Турция, но часовникът в стаята, в която е починал, все още показва 9:05.

### Харем
Харемът е бил традиционен елемент на много архитектурни структури в Близкия изток през цялата история. Целта на изграждането на харема от Абдул Меджид е да се гарантира, че има отделни помещения, построени за кралското семейство и тяхното свободно време. Обичайна практика било личните наложници на султана да живеят в харема. Стаите, предназначени за настаняване и обучение на децата на султана, както и жилищните помещения на султана, са включени в това, което се считало за харем.
Обикновено повечето султани предварително са забранявали на своите съпруги и наложници да напускат тази територия, но Абдул Меджид безпрецедентно им позволява да напускат двореца на магазини и базари под надзор.

## Порти

### Порта на султана
- Външна фасада на Портата на султана на булевард Долмабахче. Колоните на портата са във формация 2-1-1-2
- Вътрешна фасада на Портата на султана. Колоните са в схема 2-1-1-2.

### Порта на съкровищницата
- Външна фасада на Портата на съкронищницата близо до часовниковата кула Долмабахче. Колоните на външната фасада на портата са във формация 1-2-2-1.
- Вътрешна фасада на Портата на съкровищницата близо до часовниковата кула Долмабахче, която се вижда на заден план, извън стените, вляво.
- Външна фасада на Портата на съкровищницата след реставрация

### Порта към Босфора
- Външен изглед на портата към Босфора
- Външен изглед на портата към Босфора
- Вътрешен изглед на портата към Босфора

## Прилежащи сгради
Редица други жилищни сгради са разположени в близост до двореца, включително двореца на престолонаследника, квартирите на придворните господа, спалните на слугите и на стражите, квартирите на главния евнух. Допълнителни сгради включват императорски кухни, конюшни, птичарник, разсадник за растения, мелница за брашно, оранжерия, работилница за килими Хереке, стъкларска фабрика, леярна, аптека и др.
В близост до двореца през 1853–1855 г. е построена Долмабахче джамия в бароков стил, проектирана от Гарабет Балян. Тя е поръчана от Безмиалем Валиде Султан. От 1948 г. в сградата се помещава Военноморският музей, но музеят е преместен на друго място през 1960 г. след преврата на 27 май. През 1967 г. джамията е отворена за богослужения.
Часовникова кула (Dolmabahçe Saat Kulesi) е издигната пред Султанската порта на площад по протежение на европейския бряг на Босфора до джамията. Кулата е поръчана от султан Абдул Хамид II и е проектирана от придворния архитект Саркис Балян между 1890 и 1895 г. Нейният часовник е произведен от френската часовникарска къща на Жан-Пол Гарние и е монтиран от придворния часовникар Йохан Майер.